# Aed (bůh)
Aed nebo Aodh je princ Daoine Sidhe a v irské mytologii podsvětní bůh. Je znám jako nejstarší syn Lira krále Tuatha Dé Danann a Aobh, dcery Bodhbh Dearga.
Podle tradice Aobh zemřela po porodu Lirových čtyř dětí: Fionnuala, Aodh, Fiachra a Conn Cétchathach. 